# Kristijan Milaković
Kristijan Milaković   (Zágráb, 1992. április 21. –) horvát vízilabdázó. 2014-től a Como Nuoto, 2021-től a Szolnok játékosa.